# Řád Augusta Césara Sandina
Řád Augusta Césara Sandina (španělsky: Orden Augusto César Sandino) je nejvyšší státní vyznamenání Nikaragujské republiky. Vyznamenání založené roku 1981 je udíleno za zásluhy o lid Nikaragui a lidstvo obecně.

## Historie a pravidla udílení
Řád byl založen dekretem č. 851 ze dne 28. října 1981. Již 6. listopadu téhož roku byl status řádu upraven. Pojmenován byl po nikaragujském národním hrdinovi a revolucionáři Augustu Césaru Sandinovi. Udílen je občanům Nikaragui i cizím státním příslušníkům za výjimečné služby zemi a lidstvu.
Po smrti vyznamenaného zůstává řád jeho dědicům, kteří jej však nemají právo nosit. V případě povýšení do vyšší třídy, se insignie nižší třídy vrací státu.

## Insignie
Řádový odznak se skládá ze čtyř ramen zakončených dvojitým hrotem. V případě první třídy je zlatý, v případě druhé třídy je stříbrný a v případě třetí třídy je bronzový. Uprostřed je medailon se zlatým portrétem Augusta Césara Sandina.

## Třídy
Řád je udílen ve třech třídách, které jsou pojmenovány po důležitých milnících nikaragujských dějin.
- bitva u San Jacinta
- bitva u Coyotepe
- bitva u Ocotalu

I. třída
II. třída
III. třída